# イラン・パッペ
イラン・パッペ（英語: Ilan Pappé、ヘブライ語: אילן פפה 、1954年 - ）は、イスラエルの歴史家、政治活動家。エクセター大学教授。

## 来歴
建国間もないイスラエルのハイファ市で、ユダヤ系イスラエル市民として生まれた。両親は1930年代にドイツからパレスチナへと移住したユダヤ人である。18歳の時にイスラエル国防軍に入隊。第四次中東戦争に従軍した。1978年にヘブライ大学を卒業。1984年にはオックスフォード大学で歴史学のPhDを取得。
ハイファ大学で教鞭をとっていたが、2007年に退職。その後、自身の政治スタンスを理由にイスラエル国内のあらゆる大学から任官拒否され、最終的にはエクセター大学に移り、教授を務めている。

## 政治活動
大学で教鞭をとる傍ら、政治活動も行っており、1996年と1999年のクネセト総選挙に共産主義政党「ハダシュ」から比例順位7位で出馬している。しかし、当選はしなかった。

## 人物
イスラエル国内で1980年代後半から台頭した「新しい歴史家たち」（ההיסטוריונים החדשים ハ-ヒストリオニーム・ハ-ハダシーム）のひとりであり、ベニー・モリスやアヴィ・シュライムと並び称される。なお、ジャーナリスト出身のトム・セゲヴを加える例もみられる。
彼らの特徴として、公開された史料を駆使して実証的に、イスラエルの建国史を語り直そうと試みた点が挙げられる。
なかでもパペは、委任統治期英国の対パレスチナ政策を分析し、1939年の「パレスチナ白書」に着目した。「イギリスはユダヤ人国家の建設を支持したのではなく、パレスチナ国家建設を支持した」であるとか「パレスチナ難民は自発的に国を去ったのではなく追放された」などといった視点に立つ。
パッペは、シオニズムはイスラーム闘士よりはるかに危険と主張し、イスラエル製品ボイコット運動、世界中の大学におけるイスラエル人教授の受け入れ拒否運動（過去にアパルトヘイト時代の南アフリカに対して同様のことが行われた）などを全面支持する。
彼はイスラエル左派において主流の主張となっているイスラエル・パレスチナの「二国家共存」ではなく、ユダヤ人とアラブ人のどちらが主導権を持つわけでもない一つの民族共生国家による平和を主張する。
また、自身の著書でイスラエル建国によって、パレスチナ人に対する民族浄化が行われたと主張。これらの主張からイスラエル国内ではほぼ完全に「国賊」扱いされている状況であり、殺害予告も受けたことがある。

## 著作
- イラン・パペ（語り）『イラン・パペ、パレスチナを語る：「民族浄化」から「橋渡しのナラティヴ」へ』ミーダーン〈パレスチナ・対話のための広場〉編訳、柘植書房新社、2008年。ISBN　978-4-8068-0583-0
- イラン・パペ『パレスチナの民族浄化：イスラエル建国の暴力』田浪亜央江・早尾貴紀訳、法政大学出版局〈サピエンティア・50〉、2017年。 ISBN　978-4-588-60350-1
- イラン・パペ『イスラエルに関する十の神話』脇浜義明訳、法政大学出版局〈サピエンティア・55〉、2018年。ISBN　978-4-588-60355-6